# Alopecosa kasakhstanica
Alopecosa kasakhstanica är en spindelart som beskrevs av Savelyeva 1972. Alopecosa kasakhstanica ingår i släktet Alopecosa och familjen vargspindlar.
Artens utbredningsområde är Kazakstan. Inga underarter finns listade i Catalogue of Life.